# Lukoml'skaya Vozvyshennost'
Lukoml'skaya Vozvyshennost' är ett högland i Belarus. Det ligger i den norra delen av landet, 120 km nordost om huvudstaden Minsk.
I omgivningarna runt Lukoml'skaya Vozvyshennost' växer i huvudsak blandskog. Runt Lukoml'skaya Vozvyshennost' är det ganska glesbefolkat, med 28 invånare per kvadratkilometer.